# Alessandra Priante
Alessandra Priante (L'Aquila, 14 ottobre 1971) è un'economista italiana.
Presidente del Consiglio di Amministrazione di ENIT SpA dal 2024, precedentemente è stata Direttrice Europa presso l'Agenzia delle Nazioni Unite per il Turismo (UN Tourism), prima donna italiana a ricoprire questo ruolo.

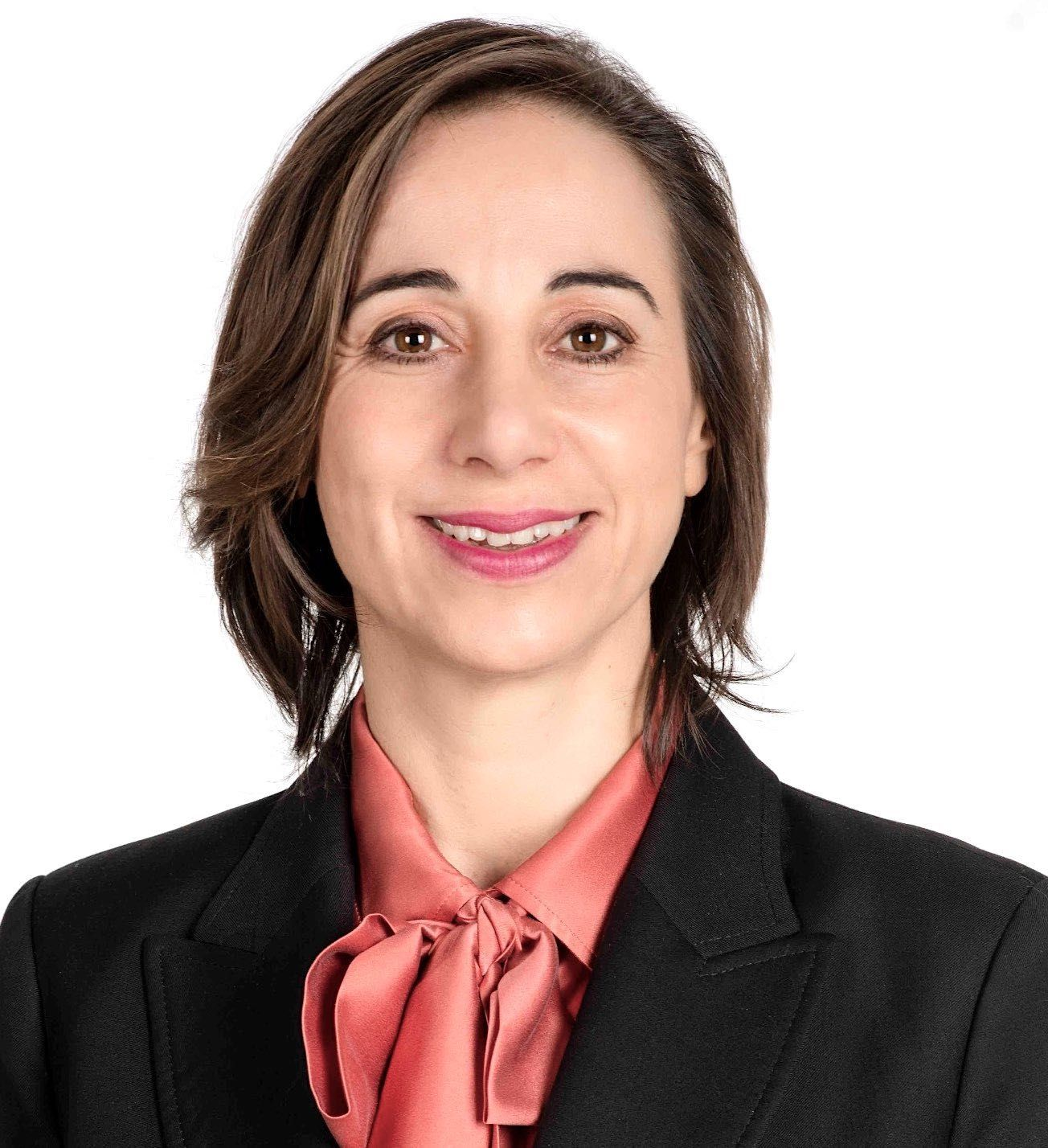
Alessandra Priante

## Biografia
Alessandra Priante è nata a L'Aquila. Laureata in economia aziendale presso l'Università Bocconi, ha completato due master, incluso un Executive MBA alla Luiss Business School. Poliglotta, parla 7 lingue, tra cui italiano e inglese come madrelingua. Dopo un decennio iniziale dedicato ai beni culturali e all'audiovisivo come capo ufficio studi e relazioni internazionali, Priante ha svolto una missione diplomatica di cinque anni nel Golfo Persico, promuovendo il patrimonio culturale ed educativo italiano in paesi come Emirati Arabi Uniti, Oman, Qatar, Kuwait e Bahrain. Ritornata in Italia nel 2015 e prima della sua partenza per Madrid ha contribuito al rilancio delle politiche turistiche nazionali, collaborando alla redazione del Piano Strategico Nazionale 2017-2022 e coordinando la costruzione di una efficace base dati turistica nazionale.
Alessandra Priante parla 7 lingue, è bilingue italiano e inglese e parla correntemente francese, spagnolo, portoghese, tedesco, arabo e un po' di armeno. È membro della European Film Academy.

## Carriera
La carriera di Alessandra Priante è iniziata nel settore bancario e finanziario presso ABN AMRO Bank a Milano, dove ha lavorato come analista junior nel settore Corporate Finance e M&A. Dal 2002 si è dedicata al settore culturale, assumendo diversi incarichi direttivi presso il Ministero dei Beni Culturali e Cinecittà Holding, dove ha contribuito alla riforma del finanziamento pubblico per il cinema italiano, ha creato il primo centro studi pubblico legato al cinema e ha partecipato all’ideazione e applicazione del Tax Credit nel cinema, contribuendo molto alla promozione dell'industria audiovisiva a livello internazionale.
Dal 2010 al 2015 è stata nominata inviata del Governo presso i Paesi del Golfo per la promozione della cultura e dell’istruzione italiana. Con un incarico diplomatico unico nel suo genere basato ad Abu Dhabi, ha potuto promuovere attivamente gli scambi culturali tra l’Italia e i Paesi del Golfo, supportando il lavoro delle ambasciate italiane nell’area (EAU, Kuwait, Qatar, Bahrain, Oman) e consolidando relazioni con le istituzioni locali ai più alti livelli. Tra le iniziative ideate per promuovere la cultura italiana e rafforzare i rapporti bilaterali, ha fondato il festival "European Film Screenings", il primo evento cinematografico europeo nel Golfo, tuttora attivo. 
Nel 2018 è stata candidata alla Camera dei Deputati alle elezioni politiche in Abruzzo nel Collegio Plurinominale 01 (Chieti-Pescara-Vasto) nella lista 10 volte meglio. Nel settore turistico, ha ricoperto ruoli strategici per il Ministero delle Politiche Agricole e per il Ministero dei Beni Culturali e turismo, partecipando alla definizione del Piano Strategico del Turismo Nazionale 2017-2022 e rappresentando l’Italia in tutti i contesti internazionali legati al turismo: dalle iniziative in Europa (programmi bilaterali, IPA, EUSAIR, ETC, EU Tourism Advisory Committee). 
Dal 2019 al 2024, come Direttrice Europa dello UN Tourism, Alessandra Priante ha guidato la regione con il maggior peso economico nel turismo mondiale, rappresentante il 51% del mercato globale. Durante il suo mandato ha migliorato significativamente le relazioni con i Paesi Membri, implementando progetti innovativi e aumentando i contributi finanziari al bilancio dell'Agenzia. Ha avuto il compito di presiedere e coordinare l’attività della Commissione Regionale Europa che riunisce 41 Stati offrendo supporto ai rispettivi governi, ascoltandone le istanze e adoperandosi affinché le questioni relative al turismo diventassero presenti come priorità nelle agende politiche. 
Ha inoltre contribuito attivamente alla gestione delle crisi legate alla pandemia di COVID-19, promuovendo iniziative come la Global Tourism Crisis Committee e posizionando il turismo al centro del dibattito internazionale. 
Tra le sue iniziative più significative si annoverano la campagna globale #RestartTourism, lanciata a Roma nel 2020, e l'organizzazione del primo Summit Mondiale dei Giovani sul Turismo Sostenibile a Sorrento, il Global Youth Tourism Summit.

### Attività accademica e pubblicazioni
Da dicembre 2018 Alessandra Priante è Adjunct Professor e Research Fellow presso la LUISS Business School, dove insegna strategie turistiche e management culturale. 
Alessandra Priante è autrice di numerose pubblicazioni nel campo del cinema e della finanza audiovisiva, che riflettono la sua esperienza e competenza nel settore. Tra i suoi contributi principali si annovera l'articolo “Creative Financing for films: the role of tax shelters in the European audiovisual Industry. Opening the debate”, pubblicato nell'Entertainment Law Review (Volume 15, Issue 4, aprile 2004), e lo studio “The new law on cinema: technical aspects and objectives”, apparso sempre nell'Entertainment Law Review (Volume 16, Issue 5, giugno 2005).
Ha inoltre contribuito al volume “Cinemitalia 2005 - Sogni industria tecnologie mercato”, curato da Carlo Macchitella e Alberto Abruzzese e pubblicato da Marsilio Editori nel 2005. Tra le sue pubblicazioni spicca anche “La Finanza del Cinema”, edito dall’Associazione Bancaria Italiana nel 2006. Nel contesto delle pubblicazioni curate da Cinecittà Holding Edizioni, ha prodotto una serie di approfondimenti analitici sul mercato cinematografico italiano, tra cui “The Italian Film Market: 2000-2004” (settembre 2005), “The Guide to film financing in France” (dicembre 2005), “The Italian Film Market: 2005” (giugno 2006) e “The Italian Film Market: 2006-2007” (novembre 2007).